# Summer World University Games 2025/Teilnehmer (Österreich)
| Gelbes Symbol für Goldmedaillen mit stilisierten Olympischen Ringen | Graues Symbol für Silbermedaillen mit stilisierten Olympischen Ringen | Braundes Symbol für Bronzemedaillen mit stilisierten Olympischen Ringen |
| ------------------------------------------------------------------- | --------------------------------------------------------------------- | ----------------------------------------------------------------------- |
| —                                                                   | —                                                                     | 1                                                                       |

Österreich nahm an den Summer World University Games 2025 vom 16. bis zum 27. Juli mit 51 Athleten (26 Männer und 25 Frauen) teil.

## Medaillen

### Medaillenspiegel
| Rang   | Sportart | Gold | Silber | Bronze | Gesamt |
| ------ | -------- | ---- | ------ | ------ | ------ |
| 1      | Turnen   | –    | –      | 1      | 1      |
| Gesamt | Gesamt   | 0    | 0      | 1      | 1      |

### Medaillengewinner
| Name/n           | Sportart | Wettkampf |
| ---------------- | -------- | --------- |
| Bronze           |          |           |
| Selina Kickinger | Turnen   | Sprung    |

## Teilnehmer nach Sportarten

### Badminton
| Männer - Kilian Meusburger - Ilija Nicolussi | Frauen - Lena Rumpold |

### Beachvolleyball
| Männer - Michael Klemen / Philipp Sponer | Frauen - Magdalena Rabitsch / Anja Trailović |

### Bogenschießen
Männer
- Lukas Kurz

### Fechten
| Männer - Alexander Hubner - Lukas Chiari | Frauen - Frankziska Tanzmeister - Lilli Brugger-Brandauer - Pia Huber - Lena Chevaux-Reutterer |

### Judo
| Männer - Marcus Auer - Leon Gümüskaya - Vilmos Lennert | Frauen - Laura Kallinger - Lisa Grabner - Jael Wernert |

### Leichtathletik
| Männer - Andreas Wolf - Niklas Strohmayer-Dangl - Marcel Tobler - Timo Hinterndorfer | Frauen - Isabel Posch - Magdalena Lindner - Anja Dlauhy - Larissa Matz - Chiara-Belinda Schuler |

### Rudern
| Männer - Konrad Hultsch (Einer) - Xaver Haider (Zweier ohne Steuermann) - Vitus Haider (Zweier ohne Steuermann) - Michal Karlovsky (Doppelzweier) - Fabian Gillhofer (Doppelzweier) | Frauen - Flora Populorum (Zweier ohne Steuerfrau) - Emma Eckschlager (Zweier ohne Steuerfrau) |

### Schwimmen
| Männer - Leon Opatril - Andreas Rizek | Frauen - Cornelia Pammer - Fabienne Pavlik - Johanna Enkner |

### Taekwondo
Männer
- Mal Sahiti

### Turnen

#### Gerätturnen
| Männer - David Bickel - Martin Miggitsch - Paul Schmölzer - Daniel Zander | Frauen - Selina Kickinger - Alissa Mörz - Katrin Palicka |

#### Rhythmische Sportgymnastik
Frauen
- Valentina Domenig-Ozimic
- Maya Nickonchuk